# Vincenzo Carducci

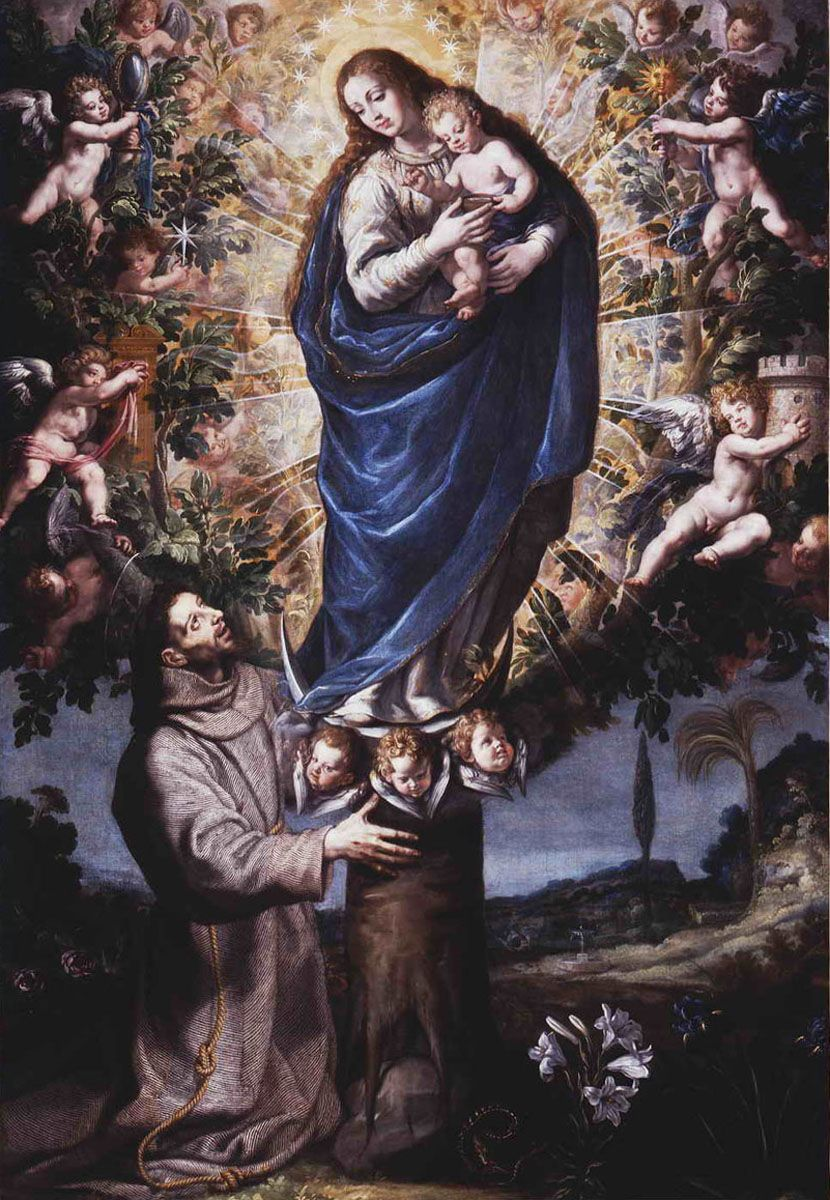
La visione di San Francesco d'Assisi, dipinto di Vicente Carducho, 1631, Budapest, Szépmüvészeti Múzeum.

Vincenzo Carducci, noto in Spagna come Vicente Carducho (Firenze, 1576 o 1578 – Madrid, 1638), è stato un pittore spagnolo di origine italiana, la cui carriera artistica si svolse soprattutto in ambito iberico.

## Biografia
Nato a Firenze nel 1576 o 1578, si trasferì in giovane età in Spagna, seguendo le orme del fratello Bartolomeo, invitato dal re Filippo II ad affrescare e decorare le stanze del Monastero dell'Escorial.
Dopo aver lasciato alcune opere giovanili a Valladolid, Vincenzo accompagnò il fratello a Madrid per aiutarlo nella realizzazione degli affreschi del monastero reale. Contemporaneamente eseguì il suo primo retablo noto, la Predica di San Giovanni Battista per la Basilica di San Francesco il Grande di Madrid, attualmente al Prado, di un'ardita concezione per l'epoca.
Collaboratore ed aiutante del fratello, alla sua morte, avvenuta nel 1609, lo sostituì come pittore della corte spagnola, assumendosi l'incarico di decorare la galleria del Palacio de El Pardo con storie della vita di Achille.
Conclusi i lavori sul retablo per il Convento de la Encarnación, a Madrid, tra il 1613 e il 1617, Carducci ottenne, grazie al nuovo re Filippo III di Spagna, la commissione di decorare l'altare maggiore del convento di Guadalupe, allora popolato dall'Ordine di San Gerolamo.
Dieci anni dopo, il nuovo re Filippo IV stabilì una gara tra i suoi artisti di corte, proponendo loro la realizzazione di un dipinto raffigurante L'espulsione dei Moriscos del 1609; tra gli artisti sorteggiati, oltre a Velázquez, Angelo Nardi ed Eugenio Cajés compariva lo stesso Carducho. Il pittore prescelto fu Velázquez, della cui opera non si conserva più traccia; unico riferimento di questa competizione è un bozzetto di Carducho, conservato magistralmente all'interno del Museo del Prado.
Nel 1634, Carducho ricevette dal sovrano regnante l'incarico di decorare con tre tele a soggetto storico il Salón de Reinos del Palazzo del Buen Retiro, ambiente particolarmente ricco di capolavori di altri artisti dell'epoca. Tutti e tre i dipinti sono custoditi attualmente al Museo del Prado. Morì a Madrid nel 1638, quasi offuscato presso la corte reale dal sopravvento di Velázquez.

## Opere
- San Francesco d'Assisi riceve le stimmate, 1610-1630, olio su tela, Auckland, Art Museum.
- Annunciazione, 1613-1617, olio su tela, Madrid, Convento de la Encarnación.
- L'espulsione dei Moriscos nel 1609, 1627, disegno, Madrid, Museo del Prado, bozzetto.
- La visione di San Francesco d'Assisi, 1631, olio su tela, 246 x 173 cm, Budapest, Szépmüvészeti Múzeum.
- Visione di Sant'Antonio da Padova, 1631, olio su tela, 227 x 170 cm, San Pietroburgo, Ermitage.
- Sacra Famiglia con sant'Anna, 1631, olio su tela, 150 x 114 cm, Albacete, Diputación Provincial, deposito del Museo del Prado.
- San Giovanni de Matha consegna le lettere del Papa al re dei Moriscos, 1632, olio su tela, 241 x 198 cm, Madrid, Museo del Prado.
- San Giovanni de Matha rinuncia al dottorato, 1632, olio su tela, 240 x 234 cm, Madrid, Museo del Prado.
- Ataulfo, 1634, olio su tela, 205 x 118 cm, Madrid, Museo del Ejército, deposito del Museo del Prado.
- Sant'Agnese, 1637, olio su tela, 212 x 125 cm, Madrid, deposito del Museo del Prado.